# Igreja Paroquial de Pinheiro de Lafões
Igreja localizada em Pinheiro (Oliveira de Frades).
O  conjunto classificado é formado pela igreja matriz dedicada a N. Sra. da Assunção e pelo adro, objeto de um projeto de valorização realizado entre 1997 e 1998.
Documentos sobre a igreja recuam ao ano de 1258, mas esta sofreu várias intervenções ao longo dos séculos.
A fachada que vemos, toda em granito, data do século XIX (1827) remata num frontão de linhas onduladas e tem pormenores neoclássicos. O portal, com pilastras estriadas, tem um frontão interrompido contra-curvado, por cima a janela do coro, em forma de escudo, filtra a luz pelo vitral. Duas janelas de verga curva completam a entrada de luz pela frontaria. Os ângulos da fachada estão assinalados por pilastras encimadas por urnas. A igreja desenvolve-se em dois corpos correspondentes à nave abobadada, e à capela mor e sacristia, refeitas no séc. XVIII.
No interior do templo, destacam-se o retábulo-mor e os colaterais, datáveis do final do século XVIII ou do início do século XIX. Já os laterais são da primeira metade de Setecentos.
Ao lado ergue-se a residência paroquial reconstruída depois do incêndio de 1982 e cujo  antigo portal de entrada, de 1787, marca a entrada no adro.
1. ↑  «Ficha Património». www.culturacentro.gov.pt. Consultado em 4 de outubro de 2024